# Astragalus distentus
Astragalus distentus es una especie de planta del género Astragalus, de la familia de las leguminosas, orden Fabales.

## Distribución
Astragalus distentus se distribuye por Tayikistán (Dushanbe).

## Taxonomía
Fue descrita científicamente por A. Boriss. Fue publicada en Botanicheskie Materialy Gerbariya Botanicheskogo Instituta Imeni V. L. Komarova Akademii Nauk S S S R. 10: 52 (1947).